# A.S.D. Vittorio Falmec San Martino Colle
ASD Vittorio Falmec San Martino Colle (hay đơn giản là Vittorio Falmec) là một câu lạc bộ bóng đá Ý có trụ sở tại Vittorio Veneto, Veneto.

## Lịch sử
Vittorio Falmec là một câu lạc bộ bóng đá có trụ sở tại Vittorio Veneto, được thành lập vào năm 1922, ban đầu dưới tên Associazione Sportiva Vittorio Veneto thi đấu với trang phục màu đỏ và xanh.
Đội bóng chỉ sau hai năm ở Prima Divisione Veneto lần đầu tiên trong lịch sử lên Serie C. Trong mùa giải 1941-42 đã ra mắt ở vị trí thứ mười bốn, sau đó, hành trình của họ ở giải hạng ba đã diễn ra sau chiến tranh thế giới, ở Serie C 1942-43 dưới sự dẫn dắt của Enrico Colombari và các cầu thủ Emilio Bergamini, Franco De Gregori and Lino Grava. Tiếp tục tham gia Serie C cho đến mùa giải 1947-48 khi đội xuống hạng Promozione Interregionale mới thành lập.
Năm 1949, Vittorio Veneto do vấn đề tài chính bị phá sản và xuống hạng Seconda Divisione Veneta, trong vòng năm năm sau khi chơi ở giải vô địch nghiệp dư khu vực, đội đã được thăng hạng ở Promozione Veneto vào mùa 1955, sau 19 năm. sự trở lại huyền thoại cho Serie C trong mùa giải 1961-1962 trong đó có những cầu thủ bóng đá như Paul Barison được đặt tên cho sân vận động thành phố, Giuseppe Bosco, Renato Faloppa, Raoul Bortoletto, Pilade Canutis, Guerrino Rossi, Nereus Manzardo, Agere, Odera Gon, Sergio Realini, Franco De Cecco và Romano Bernard.
Tuy nhiên, sau bốn năm chơi ở Serie C, Vittorio Veneto đã xuống hạng ở Serie D và Promozione Veneto, với Narciso Soldan làm huấn luyện viên và các cầu thủ như Livio Pin, Elvi Pianca, Francesco Casagrande, Franco Catto, Elisha Zerlin, Alberto một hàng năm năm trong Campionato Interregionale từ năm 1984 đến 1989.
Vào mùa 1996-97, đội được thăng hạng một lần nữa thành Eccellenza Veneto.
Sau khi sáp nhập với Colle San Martino vào năm 2005, đội đổi tên thành ASD Vittorio Falmec S. Martin Cole. Công ty với chủ tịch mới Luciano Posocco đã thi đấu trong Liên minh Promozione Veneto ở vị trí thứ 10. Trong các mùa giải tiếp theo, đội đã đứng vị trí tham dự vòng playoffs nhưng không được thăng hạng, nhưng trong mùa giải 2009-2010 điều đó đã thay đổi. Trên thực tế, trong năm đó đã giành được Promozione Veneto và cuối cùng đã nhảy sang Eccellenza Veneto, và cũng giành được Cup khu vực. Năm sau đã lọt vào trận chung kết và chiến thắng một lần nữa bằng cách đánh bại Piovese 1-0. Trong mùa giải 2011-2012 đã lọt vào trận chung kết một lần nữa, nhưng không thể thắng lần thứ ba sau khi bị Real Vicenza đánh bại với 2-0.

### Sự trở lại Serie D
Vào ngày 21 tháng 4 năm 2013, Vittorio Falmec đã thăng hạng trước ba vòng đấu để kết thúc mùa giải Eccellenza Veneto và trở lại Serie D sau 24 năm.

## Màu sắc và huy hiệu
Màu sắc của đội là đỏ và xanh.

## Danh dự
- Serie D:
  - Chiến thắng (1): 1960-1961
- Eccellenza:
  - Chiến thắng (1): 2012-2013